# 加川明
加川 明（かがわ あきら、1958年5月20日 - ）は、日本の歌手、俳優である。本名および旧芸名は川崎 公明（かわさき きみあき）。一時は京 壮亮（きょう まさあき）の名も使用していた。所属事務所はアップフロントクリエイト（アップフロントグループ）、所属レコード会社は徳間ジャパンコミュニケーションズ。

## 来歴
東京都江戸川区出身。実家は寿司屋。小学5年生のとき、劇団ひまわりに入団。子役として多数のテレビドラマに出演した。一時はプロ野球選手を夢見ていたこともあった。1977年、堀越高等学校芸能コース卒。同期生に森昌子、池上季実子、伊藤咲子、岩崎宏美、岡田奈々ら。
高校卒業とともに芸能界を引退、実家の寿司屋を継ぐ予定だったが、1978年、日本テレビのオーディション番組『スター誕生!』に応募した友人の付き添いで同行したが、その友人が気後れして辞退したために代わって出場したところ、同年夏の関東地区テレビ予選に合格し、9月の第25回決戦大会に出場。新沼謙治のデビュー曲「おもいで岬」を歌いグランドチャンピオンに輝く。そして継ぐ予定だった寿司屋は弟に後継ぎを譲った。
1979年3月、東芝EMIから「ひとりにしてくれ」（作詞：阿久悠、作曲：宇崎竜童）で歌手として再デビュー。その後も並行してテレビドラマ（特に時代劇）に出演。1996年に芸名を京壮亮に改名、2004年に2度目の改名で現在の芸名となった。
趣味：釣り、スキー、スキューバダイビング
資格：小型船舶一級免許、潜水士
特技：野球、水泳
憧れていた俳優は高倉健。

## ディスコグラフィ

### シングル
| #                                                              | 発売日                                                         | A/B面                                                          | タイトル                                                       | 作詞                                                           | 作曲                                                           | 編曲                                                           | 規格品番                                                       |
| 川崎公明 名義                                                  | 川崎公明 名義                                                  | 川崎公明 名義                                                  | 川崎公明 名義                                                  | 川崎公明 名義                                                  | 川崎公明 名義                                                  | 川崎公明 名義                                                  | 川崎公明 名義                                                  |
| 東芝レコード / 東芝EMI（現：ユニバーサルミュージックジャパン） | 東芝レコード / 東芝EMI（現：ユニバーサルミュージックジャパン） | 東芝レコード / 東芝EMI（現：ユニバーサルミュージックジャパン） | 東芝レコード / 東芝EMI（現：ユニバーサルミュージックジャパン） | 東芝レコード / 東芝EMI（現：ユニバーサルミュージックジャパン） | 東芝レコード / 東芝EMI（現：ユニバーサルミュージックジャパン） | 東芝レコード / 東芝EMI（現：ユニバーサルミュージックジャパン） | 東芝レコード / 東芝EMI（現：ユニバーサルミュージックジャパン） |
| -------------------------------------------------------------- | -------------------------------------------------------------- | -------------------------------------------------------------- | -------------------------------------------------------------- | -------------------------------------------------------------- | -------------------------------------------------------------- | -------------------------------------------------------------- | -------------------------------------------------------------- |
| 1                                                              | 1979年 3月20日                                                 | A面                                                            | ひとりにしてくれ                                               | 阿久悠                                                         | 宇崎竜童                                                       | 萩田光雄                                                       | TP-10551                                                       |
| 1                                                              | 1979年 3月20日                                                 | B面                                                            | 街                                                             | 阿久悠                                                         | 宇崎竜童                                                       | 萩田光雄                                                       | TP-10551                                                       |
| 2                                                              | 1979年 7月20日                                                 | A面                                                            | 隅田川暮色                                                     | 阿久悠                                                         | 中村泰士                                                       | 小六禮次郎                                                     | TP-10607                                                       |
| 2                                                              | 1979年 7月20日                                                 | B面                                                            | 兄貴の傘                                                       | 阿久悠                                                         | 中村泰士                                                       | 小六禮次郎                                                     | TP-10607                                                       |
| 3                                                              | 1980年 4月5日                                                  | A面                                                            | 君はやさしかったか                                             | 檪文平                                                         | 渡辺岳夫                                                       | 竹村次郎                                                       | TP-10696                                                       |
| 3                                                              | 1980年 4月5日                                                  | B面                                                            | いなせ節                                                       | 檪文平                                                         | 渡辺岳夫                                                       | 竹村次郎                                                       | TP-10696                                                       |
| 京壮亮 名義                                                    |                                                                |                                                                |                                                                |                                                                |                                                                |                                                                |                                                                |
| zetima（現：アップフロントワークス zetimaレーベル）            |                                                                |                                                                |                                                                |                                                                |                                                                |                                                                |                                                                |
| 1                                                              | 1998年 5月21日                                                 | 01                                                             | 泣かせないで                                                   | 建石一                                                         | 聖川湧                                                         | 前田俊明                                                       | EPDE-3001                                                      |
| 1                                                              | 1998年 5月21日                                                 | 02                                                             | 涙は愛のあかし                                                 | 建石一                                                         | 聖川湧                                                         | 前田俊明                                                       | EPDE-3001                                                      |
| 2                                                              | 1998年 10月31日                                                | 01                                                             | 愛に背いて                                                     | 荒木とよひさ                                                   | 浜圭介                                                         | 若草恵                                                         | EPDE-1013                                                      |
| 2                                                              | 1998年 10月31日                                                | 02                                                             | 風車                                                           | たきのえいじ                                                   | 浜圭介                                                         | 若草恵                                                         | EPDE-1013                                                      |
| 3                                                              | 2000年 11月15日                                                | 01                                                             | 好きなのに                                                     | ゆうき詩子                                                     | 四方章人                                                       | 石倉重信                                                       | EPDE-1084                                                      |
| 3                                                              | 2000年 11月15日                                                | 02                                                             | そんなこと言わないで                                           | ゆうき詩子                                                     | 四方章人                                                       | 石倉重信                                                       | EPDE-1084                                                      |
| 4                                                              | 2003年 2月19日                                                 | 01                                                             | 行かないで                                                     | ゆうき詩子                                                     | 伊藤薫                                                         | 石倉重信                                                       | EPDE-1107                                                      |
| 4                                                              | 2003年 2月19日                                                 | 02                                                             | 終りなき旅                                                     | ゆうき詩子                                                     | 伊藤薫                                                         | 石倉重信                                                       | EPDE-1107                                                      |
| 加川明 名義                                                    |                                                                |                                                                |                                                                |                                                                |                                                                |                                                                |                                                                |
| Rice Music/アップフロントワークス                              |                                                                |                                                                |                                                                |                                                                |                                                                |                                                                |                                                                |
| 1                                                              | 2004年 12月22日                                                | 01                                                             | 石楠花の雨                                                     | たきのえいじ                                                   | 岡千秋                                                         | 南郷達也                                                       | PKCP-2005                                                      |
| 1                                                              | 2004年 12月22日                                                | 02                                                             | 飲んだくれ                                                     | 加川明                                                         | 加川明                                                         | 信田かずお                                                     | PKCP-2005                                                      |
| 2                                                              | 2008年 6月25日                                                 | 01                                                             | れんげ草                                                       | たきのえいじ                                                   | 大谷明裕                                                       | 前田俊明                                                       | PKCP-2039                                                      |
| 2                                                              | 2008年 6月25日                                                 | 02                                                             | あなたにありがとう                                             | 加川明                                                         | 加川明                                                         | 石倉重信                                                       | PKCP-2039                                                      |
| 3                                                              | 2010年 7月21日                                                 | 01                                                             | お嬢様ルンバ                                                   | 上田紅葉                                                       | 馬飼野康二                                                     | 馬飼野康二                                                     | PKCP-2061                                                      |
| 3                                                              | 2010年 7月21日                                                 | 02                                                             | 町内のしきりババア                                             | 加川明                                                         | 加川明                                                         | 馬飼野康二                                                     | PKCP-2061                                                      |
| 4                                                              | 2012年 6月27日                                                 | 01                                                             | ハジメの一歩                                                   | 上田紅葉                                                       | 上田紅葉                                                       | 信田かずお                                                     | PKCP-2081                                                      |
| 4                                                              | 2012年 6月27日                                                 | 02                                                             | お前に逢えてよかった                                           | 加川明                                                         | 加川明                                                         | 信田かずお                                                     | PKCP-2081                                                      |
| ジャパンレコード/徳間ジャパンコミュニケーションズ              |                                                                |                                                                |                                                                |                                                                |                                                                |                                                                |                                                                |
| 5                                                              | 2015年 3月11日                                                 | 01                                                             | 指輪                                                           | 麻こよみ                                                       | 宮下健治                                                       | 伊戸のりお                                                     | TKCA-90682                                                     |
| 5                                                              | 2015年 3月11日                                                 | 02                                                             | あきらめないで                                                 | 加川明                                                         | 加川明                                                         | 伊戸のりお                                                     | TKCA-90682                                                     |
| 6                                                              | 2017年 8月23日                                                 | 01                                                             | 恋のダンスがとまらない                                         | 結木瞳                                                         | 佐瀬寿一                                                       | 矢田部正                                                       | TKCA-90976                                                     |
| 6                                                              | 2017年 8月23日                                                 | 02                                                             | ラストシーンのように                                           | 加川明                                                         | 加川明                                                         | 矢田部正                                                       | TKCA-90976                                                     |
| 7                                                              | 2021年 3月3日                                                  | 01                                                             | 口紅                                                           | 麻こよみ                                                       | 宮下健治                                                       | 伊戸のりお                                                     | TKCA-91326                                                     |
| 7                                                              | 2021年 3月3日                                                  | 02                                                             | 幸せの道しるべ                                                 | 加川明                                                         | 加川明                                                         | Deep寿                                                         | TKCA-91326                                                     |

### アルバム
| 発売日                            | タイトル                          | 規格品番                          |
| Rice Music/アップフロントワークス | Rice Music/アップフロントワークス | Rice Music/アップフロントワークス |
| --------------------------------- | --------------------------------- | --------------------------------- |
| 2005年5月11日                     | 全曲集                            | PKCP-2010                         |
| 2013年3月6日                      | 全曲集〜ハジメの一歩〜            | PKCP-2082                         |

### タイアップ曲
| 年     | 楽曲               | タイアップ                                      |
| ------ | ------------------ | ----------------------------------------------- |
| 1980年 | 君はやさしかったか | テレビ東京系テレビドラマ「斬り捨て御免!」主題歌 |
| 1980年 | いなせ節           | テレビ東京系テレビドラマ「斬り捨て御免!」主題歌 |

### 楽曲提供
- まこと
  - 「流されて」（2019年／作詞・作曲）

## 出演テレビドラマ
子役時代
- 荒野の素浪人 第1シリーズ 第23話「砂塵! 狙われた辺境の宿」（1972年、NET、三船プロダクション） - 小太郎 役
- 飛び出せ!青春 第34話「くたばれコンプレックス!!」（1972年、日本テレビ、東宝）
- ふりむくな鶴吉（NHK）
- 太陽にほえろ! 第113話「虫けら」（1974年、日本テレビ、東宝）
- 大江戸捜査網 第175話「音次郎撃たれる」（1975年、テレビ東京） - 新太郎

歌手デビュー後
- 斬り捨て御免!（第1・2部）（1980年 - 1981年、東京12チャンネル / 歌舞伎座テレビ） - 宇部伝十郎 役
- 長七郎天下ご免!（1980年 - 1982年、テレビ朝日 / 東映） - 弥太郎 役
- 江戸を斬るVI（1981年、TBS / C.A.L） - 辰三 役
- 松平右近事件帳（1982年4月 - 1983年3月、日本テレビ / ユニオン映画）- 同心・石部岩之助 役
- 大奥 第4話「禁じられた愛」・第5話「お湯殿の誘惑」（1983年、関西テレビ / 東映） - 土井弥五七 役
- 暁に斬る! 第25話「悪魔にさらして白い肌」（1983年、関西テレビ / ヴァンフィル）
- 眠狂四郎無頼控 第20話「悲怨! 赤いしごきは地獄花」（1983年、テレビ東京 / 歌舞伎座テレビ）
- 新大江戸捜査網 第15話「決闘!会津急ぎ旅」（1984年、テレビ東京 / ヴァンフィル） - 宗吉 役
- 影の軍団IV 第9話「拾った女に手を出すな」（1985年、関西テレビ / 東映） - 千田主税 役
- 火曜サスペンス劇場『ロープ殺人事件』（1985年、日本テレビ / 映像プロデュース）- 塚本将人 役
- 暴れん坊将軍II（ANB / 東映）
  - 第113話「古き女房に花束を!」（1985年） - 木次鬼三郎 役
  - 第190話「食通くらべ日本一!」（1987年） - 伊之助 役
- 木曜ゴールデンドラマ『ふたりの妻』（1985年、読売テレビ / 東宝）
- 大河ドラマ武田信玄 （1988年、NHK） - 三浦与一
- 往診ドクター事件カルテ 第4話「東京・佃島、医者嫌いの隠された秘密」（1992年、朝日放送）